# Жигулёвский разлом
Жигулёвский разло́м — разлом в районе Жигулёвских гор Самарской области.
Тектонически расположен на Волго-Уральской антеклизе, разделяя Жигулёвско-Пугачёвский свод и Ставропольскую депрессию, являющуюся наиболее погружённой частью Мелекесской впадины. Протягивается вдоль северной границы свода на 200 км.
Жигулёвский разлом представляет собой гигантский левый взбросонадвиг, ложем которого является граница Мохоровичича. Разлом осложнён более мелкими поперечными разломами, проявившимися в новейшее время. До поверхности разлом не доходит, обрываясь на глубине примерно в 600 метров, сверху он прикрыт осадочным чехлом. По разлому происходит активное выделение гелия и радона из глубин планеты.
Вдоль разлома на протяжении длительного геологического периода происходят субвертикальные смещения земной коры. Общая величина возвышения свода относительно Ставропольской депрессии составляет 800—850 метров. Ежегодно левый берег Волги (её русло проходит по разлому) опускается на 4 мм, а правый поднимается на 2 мм. В связи с этим, в районе Жигулёвских гор наблюдается слабая сейсмическая активность. Например, за 2008 год здесь зафиксировано около 40 землетрясений интенсивностью до 3 баллов.